# Faber in Sardegna & L'ultimo concerto di Fabrizio De André
Faber in Sardegna & L'ultimo concerto di Fabrizio De André è un film documentario del 2015, diretto da Gianfranco Cabiddu.
È il racconto, a tratti intimo e familiare, dei giorni passati da Fabrizio De André, Faber nell'Agnata, in Gallura, in Sardegna, dove il cantautore genovese soggiornò ed anche visse e del suo ultimo concerto del 13-14 febbraio 1998 a Roma al Teatro Brancaccio.

## Trama
Un film documentario con un Fabrizio De André privato. Sono scene di vita e del rapporto del cantautore con la terra di Sardegna. Le immagini del suo ultimo concerto. Una testimonianza, di come la sua opera possa essere accostata alla poesia di un poeta, definito da Fernanda Pivano, il più grande, negli ultimi cinquant'anni, in Italia.

## Produzione
Ambientato e girato nell'Agnata, in Gallura, in Sardegna.

## Colonna sonora
La colonna sonora è costituita da alcune delle canzoni del cantautore e dall'ultimo concerto di Fabrizio De André.

## Distribuzione
- dal 4 giugno 2015 in Italia.[1]